# Curva isofónica
Las curvas isofónicas son curvas de igual sonoridad mediante las cuales se calcula la relación existente entre la frecuencia y la intensidad (en decibelios) de dos sonidos para que éstos sean percibidos como igual de fuertes por el oído, con lo que todos los puntos sobre una misma curva isofónica tienen la misma sonoridad. La sonoridad se mide en fonios y si 0 fonios corresponden a una sonoridad con una intensidad de 0 dB con una frecuencia de 1 kHz, también una sonoridad de 0 fonios podría corresponder a una sonoridad con una intensidad de 40 dB con una frecuencia de 90 Hz.
Las primeras curvas de igual sonoridad fueron establecidas de forma experimental por los físicos estadounidenses Harvey Fletcher y Wilden A. Munson en 1933 mientras trabajaban para Bell Labs por lo cual llevan sus apellidos. Estas curvas fueron recalculadas por D. W. Robinson y R. S. Dadson en 1956.
En estas curvas isofónicas se observa como, a medida que aumenta la intensidad sonora, las curvas se hacen, cada vez, más planas. Esto se traduce en que la dependencia de la frecuencia es menor a medida que aumenta el nivel de presión sonora, lo que significa que si disminuye la intensidad sonora, los últimos sonidos perceptibles en desaparecer serían los agudos (altas frecuencias).
Las curvas Fletcher y Munson y las curvas de Robinson y Dadson sólo son válidas para un campo sonoro directo, dado que no tienen en cuenta que no percibimos por igual los sonidos si provienen de diferentes direcciones (campo sonoro difuso). Las curvas isofónicas también son curvas que relacionan cómo escucha el oído, lo bien y lo mal en función de la presión y de la frecuencia.
Relacionadas con las curvas isofónicas encontramos las curvas de ponderación:
- la curva A (curva de nivel de sonoridad de 40 fon, medidas en decibelios A - {\displaystyle dB_{A}\,\!}).
- La curva B (curva de nivel de sonoridad de 70 fon, medidas en decibelios B - {\displaystyle dB_{B}\,\!}).
- La curva C (curva de nivel de sonoridad de 100 fon, medidas en decibelios C - {\displaystyle dB_{C}\,\!}).